# برادران رضایی
برادران رضایی پیش از انقلاب ۱۳۵۷ ایران، چهار برادر ثروتمند، کارآفرین و قدرتمند ایرانی بود.
این چهار برادر به‌نام‌های علی، محمود، عباس و قاسم، از ذکاوت خود، و میراث ناچیزی که از پدرشان برجای مانده‌بود، برای ساختن یکی از بزرگ‌ترین امپراتوری‌های کسب و کار در ایران، اگرنه در خاورمیانه، در آن زمان بهره بردند. پدر این برادران، زمانی که کوچک‌ترین برادر، قاسم، تنها ۴۰ روز داشت، از دنیا رفت. آنها از کودکی کسب و کارهای متعددی را تجربه کرده بودند. این چهار برادر حداقل دو اثر مهم در تاریخ اقتصاد ایران گذاشته‌اند. اولین آنها کشف یکی از بزرگ‌ترین معادن مس کشور، یعنی مس سرچشمه بود. در واقع یکی از کسب و کارهای برادران رضایی، جست و جو برای کشف معادن جدید در جنوب کشور بود. برادران رضایی به هر چوپانی که سنگ رنگی پیدا می‌کرد و به آنها نشان می‌داد، انعام می‌دادند و به‌این‌ترتیب مکان‌هایی که هرگز برای یافتن معادن تازه جست و جو نشده بودند، تحت پوشش شبکه جست و جوی آنها قرار گرفته بود. در نتیجه همین شبکه جست و جو بود که آنها توانستند گنجینه مس سرچشمه را کشف کنند. دومین اثر مهم خانواده رضایی بر اقتصاد ایران، در اراک گذاشته شد جایی‌که ساخت بزرگ‌ترین کارخانه تولید ماشین‌آلات عمرانی، راه‌سازی و معدنی خاورمیانه را با نام هپکو آغاز کردند.
پس از انقلاب، در جریان مصادره اموال و دارایی‌ها، اموال برادران رضایی همه مصادره و به‌طور کامل در اختیار دولت قرار گرفت. از این رو خانواده رضایی نیز ناگزیر از ترک ایران شدند.

## اعضای خانواده
علی متولد ۱۳۰۰ و محمود متولد ۱۳۰۲ است. پدر آنها مهم‌ترین تاجر و ملّاک سبزوار بود و بسیاری از خویشاوندان را در استخدام داشت. مادرشان اشرف ماکویی، شاهدخت قاجاری، از نوادگان محمدعلی شاه بود. ۱۴ ساله بود که با رضایی ازدواج کرد و ۲۳ ساله بود که شوهرش درگذشت. رضایی ۱۴ ورثه داشت: ۳ زن، ۵ پسر، و ۶ دختر. اشرف چهار پسرش را در سال ۱۳۰۹ ابتدا به تهران و سه سال بعد به مشهد برد که در آنجا اقوامی داشت و هزینه‌های زندگی پایین‌تر بود. دو سال بعد دوباره به تهران رفتند و علی و محمود در کالج آمریکایی به مدیریت ساموئل جردن ثبت‌نام کردند. علی و محمود اهل روشنفکری نبودند و تجارت، سرگرمی، و خوشگذرانی را بیشتر خوش می‌داشتند. با این حال، مادر بر آموزش پسرانش تأکید داشت و جز ماهیانهٔ مختصری از ارثیهٔ پدر به آن‌ها نمی‌پرداخت و در برابر درخواست علی برای خریدن اتومبیل (در روزگاری که فقط چند صد اتومبیل در ایران بود) مقاومت کرد. اشرف بر پسرانش تسلط داشت و این تسلط را حتی در زمانی که پسرانش بسیار ثروتمند شده بودند نیز حفظ کرد. او تا لحظهٔ مرگش، حلقهٔ اتصال اعضای خانواده بود.
پس از دبیرستان، علی در کالج معلمان ثبت‌نام کرد تا مدرک زبان‌های خارجه بگیرد، اما فقط یک سال آن هم به خاطر مادر در آنجا ماند. سپس برای مدتی کوتاه به استخدام شرکت نفت درآمد ولی آنجا را نیز خیلی زود ترک کرد. هنوز بیست سال نداشت که همراه چهار تن از دوستانش بوتیکی در یکی از خیابان‌های آلامد تهران راه انداخت. شرکایش شیک‌پوش بودند و بوتیک پیکان به‌زودی به پاتوق خوش‌تیپ‌ها و شیک‌پوشان مبدل شد. از دلایل گرفتن کار بوتیک، تبلیغاتی بود که ظاهراً به خواست علی، شرکایش در صفحهٔ اول یکی از روزنامه‌های تهران برای بوتیک کرده بودند.
به محض اینکه علی و برادرانش به سن قانونی رسیدند، خواستار ارثیهٔ خود شدند. سهم هر یک مقدار معتنابهی بود. علی یک اتوموبیل مرسدس-بنز آخرین مدل خرید. قمار، مشروب‌خواری، و زندگی شبانه، به همراه رسیدن جنگ جهانی دوم به ایران و گران شدن همه‌چیز از جمله شهوت‌رانی، سرمایهٔ علی را بر باد داد. محمود نیز در ۱۹۳۸ عاشق دختر یک مهاجر روس شده بوده و چندین ماه در غم عشق او گذرانده بود. او در تمام عمر شخصیتی عاشق‌پیشه داشت، گاه عشق‌بازی‌هایش به جاهای پیچیده می‌رسید و گاه صرفاً لاس می‌زد.
در ۱۹۴۱ علی به خدمت سربازی رفت. در ۱۹۴۳ مرخص شد. علی و محمود که ارثیه‌هایش را خرج کرده بودند، باید دنبال محل درآمدی می‌گشتند. بوتیک پیکان بیشتری به محلی برای لاس زدن تبدیل شده بود، تا کسب درآمد. با کمک روابط فامیلی و با پرداخت رشوه به مأموران فاسد دولتی، حق انحصاری توزیع تنباکو را در شهر زادگاهشان، سبزوار، به دست آوردند و پس از مدتی چنبرهٔ خود را از یک شهر به تقریباً کل ایران گسترش دادند. درآمد قانونی آنان در این زمان بالغ بر ماهی نیم میلیون تومان بود. درآمد غیرقانونی نیز داشتند. اختلاف قیمت دولتی یک پاکت سیگار با قیمت آن در بازار سیاه، سیصد درصد بود، و آنان از این درآمد هنگفت چشم نپوشیدند. بدین ترتیب علی و محمود برای اولین بار صاحب ثروتی عظیم شدند. البته آن‌ها نسبت به زادگاهشان سبزوار نیز بی‌تفاوت نبودند، و در آنجا بیمارستان و مدرسه ساختند، و سعی کردند از روابط سیاسی و تجاری‌شان استفاده کرده و برای شهر پروژه‌های عمرانی دولتی از قبیل جاده و مدرسه فراهم کنند. با این حال در ۱۹۵۱ دولت تصمیم گرفت توزیع سیگار را خود به دست بگیرد، و این شغل برادران رضایی به پایان رسید.
برادران رضایی، به کمک سرمایهٔ قبلی ناشی از توزیع سیگار، تصمیم گرفتند سهامدار گروه سالن‌های مایاک شوند. چند محل نمایش در کشور، ازجمله دو محل در تهران، در مالکیت گروه بود. مالک اصلی گروه، یک ژنرال روس بود که پس از ورود ارتش سرخ به ایران، کشته شد. با مرگ او، سفارت شوروی مالک جدید شده بود. به هر حال، برادران رضایی پس از خرید سهام گروه با سفارت شوروی شریک شدند.
علی ازدواج کرده و دو پسر داشت ولی از زنش راضی نبود و دنبال راه خلاص می‌گشت. او نوامبر ۱۹۴۹ به نیویورک رفت و یک سری فیلم درجهٔ ‌‌‌B ارزان برای سالن‌های سینمایشان خرید. همچنین شروع کرد پارچهٔ ارزان وارد ایران کند که در ایران خیلی خوب می‌فروخت و سود سرشاری را نصیب آن‌ها کرد (دومین ثروت عظیم). همچنین در نیویورک تاجری اهل ترکیه را دید که کرومیت صادر می‌کرد. او دریافت که ایران غنی از این مادهٔ معدنی است. همچنین کتاب اول را که تا آن زمان هرگز ندیده بود، به ایران آورد.
زمان ملی شدن صنعت نفت رسید. محمود برای ادامه تحصیل به خارج رفت. مصدق وارد کردن اجناس تجملی از جمله را ممنوع کرد (اجناس ارزان‌تر از شوروی قابل تأمین بود). انتخابات مجلس شورای ملی در آن زمام بسیار رقابتی شده بود. 

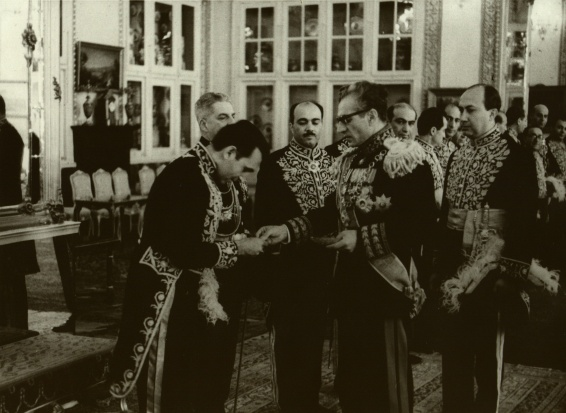
تصویری از قاسم رضایی و محمدرضا شاه پهلوی

برادران رضایی طرفدار شاه (ضد مصدق) بودند و کارزار انتخاباتی وسیعی در سبزوار راه انداختند تا حداقل یکی از برادران به نمایندگی مجلس بفرستند. در همین زمان کاملاً بر حسب اتفاق از وجود یک معدن کرومیت در نزدیکی سبزوار باخبر شدند. اول سعی کردند بخشی از آن را بخرند، ولی نشد.  بنابراین تصمیم گرفتند یکی از آنِ خود پیدا کنند. دولت مصدق اعلام کرد که هر ایرانی شناسنامه‌داری می‌تواند حق انحصاری کاوش زمینی به وسعت حداکثر ۴۰ کیلومتر مربع را کسب کند. برادران رضایی با استفاده از شناسنامه‌های اقوام و دوستانشان در سبزوار، حق انحصاری اکتشاف ۲۰۰ قطعهٔ زمین مجاور را کسب کردند. از روی سفرنامه‌های جهانگردان بریتانیایی و نیز گفته‌های چوپان‌ها، اسفندقه کرمان را به عنوان محل مناسب حدس زده بودند. حدس آنان کاملاً درست از آب درآمد. کتاب اولی که علی از نیویورک به ایران آورده بود، به آن‌ها کمک کرد خریدار بالقوه برای محصولشان در آمریکا بیابند. به این ترتیب سومین ثروت عظیم آنان از راه معدن به دست آمد.
در اواسط دههٔ ۱۹۶۰ ثروت برادران رضایی افسانه‌ای شده بود. آن‌ها تصمیم گرفتند معدن رهاشدهٔ مس در سرچشمهٔ کرمان را بخرند. علی و محمود راهشان را از هم جدا کرده بودند. علی در زمینهٔ فولاد کار می‌کرد و محمود در زمینهٔ معدن. محمود به مبلغ یک میلیون تومان (۱۵۰ هزار دلار آمریکا) پروانهٔ استخراج معدن سرچمشه را از یک استاد دانشگاه خرید. چند شرکت بریتانیایی و آمریکایی معدن را بررسی کرده و به‌اشتباه ارزیابی کرده بودند که معدن ارزش سرمایه‌گذاری ندارد. محمود قانع‌بشو نبود. سی میلیون تومان از ثروت شخصی‌اش خرج معدن کرد تا اینکه تازه معلوم شد حجم مواد معدنی انباشته‌شده در آنجا چقدر زیاد است. آشنایان و دوستان به محمود هشدار دادند که صدایش را در نیاورد، ولی پز دادن جزو برادران رضایی بود. محمود ماه‌ها را در خاک‌وخل و کثافت به‌سختی گذرانده بود، و حال که به موفقیتی چنان بزرگ رسیده بود، نمی‌توانست دم فرو بندد. تهران خبردار شد. یک شرکت بریتانیایی با سرمایه‌گذاری ۴۰۰ میلیون دلاری در ازای دریافت ۳۰ درصد سود، برای استخراج مس آماده شد. تخمین می‌زدند معدن مس سرچشمه دومین معدن مس بزرگ جهان باشد (اولی در شیلی). چند شرکت آمریکایی که قبلاً ارزیابی اشتباهی در میزان اهمیت معدن داشته بودند، شروع  کردند به موش دواندن. در ملاقات حضوری با محمدرضا پهلوی به او اجازهٔ ادامهٔ کار داده شد. محمود پیشنهاد داد که دولت نیز در امر استخراج همکاری کند، ولی شخص شاه آن را نالازم دانست. اسدالله علم از دوستان محمود بود و شخصاً به او نسبت به حفظ امنیتش و نیز همراهی و موافقت شاه قوت قلب داده بود. با این همه، صبح یکی از روزهای فوریهٔ ۱۹۷۱ در اخبار شنید که معدن ملی شده است. سراسیمه به علم زنگ زد. به او گفتند دستور شاه بوده است. سعی کرد با شاه ملاقات کند. اجازه ندادند. با این حال از دربار به او پیام دادند برای جبران مافات، پروانهٔ ویژه‌ای به او برای سرمایه‌گذاری در کارخانه‌های سیمان‌سازی و ماشین‌آلات سنگین خواهند داد (سیمان در آن زمان کالایی نسبتاً ناشناخته در ایران بود). با وجود این، محمود در هر دوی این‌ها ناموفق عمل کرد. او از تجارت دلسرد شده بود. چرخ اقتصاد کشور هم به‌خوبی سابق نمی‌گشت و روزبه‌روز کم‌قوت‌تر می‌شد. وقتی جمهوری اسلامی دارایی‌هایی محمود را ضبط کرد، ارزش آن‌ها ۱۲۰ میلیون دلار آمریکا تخمین زده شد. ارزش معدن دست‌کم یک میلیارد دلار آمریکا بود.

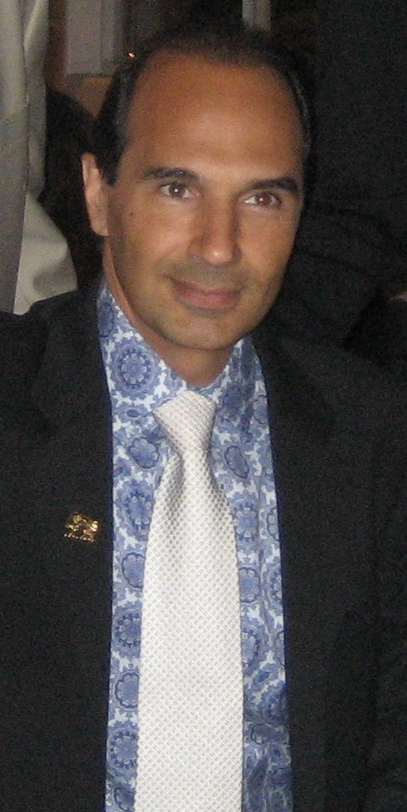
شاهرخ رضایی، امروزه یکی از کارآفرینان برتر لاس وگاس است.

کسب‌وکار آن‌ها عمدتاً بر «سالن‌های سینما، تنباکو، و استخراج معادن» استوار بود. علی رضایی، بزرگ‌ترین برادر، بر یک کارخانهٔ فولاد (گروه ملی صنعتی فولاد ایران) متمرکز بود؛ در حالی که محمود به توسعهٔ منابع معدنی اشتغال داشت ــ در آغاز، استخراج کروم در دشت کویر، و با بهره‌گیری از موفقیت خود در این استخراج، توسعهٔ معدن مس سرچشمه. موفقیت‌های کسب‌وکارهای متنوع آن‌ها بدین‌معناست که تا سال ۱۳۵۴ بیش از ۸۰۰۰ نفر را استخدام کرده، و گردش مالی سالیانه‌ای بالغ بر ۳۰۰ میلیون دلار داشتند.
از نظر سیاسی، آن‌ها از محمدرضا پهلوی حمایت می‌کردند، و علی رضایی، در سال ۱۳۵۴، سناتور مجلس سنای ایران شده بود. عباس میلانی در ایرانیان نامدار نوشته است که او سه میلیون تومان پول داده تا سناتور شود، اما خود علی رضایی می‌گوید این مبلغ به عنوان وام پرداخت شده است.
مقارن سقوط حکومت سلطنتی در سال ۱۳۵۷، به‌دلیل ثروت هنگفت و ارتباط‌های خانوادگی چشم‌گیر خانوادهٔ رضایی با خاندان سلطنتی، آن‌ها ناگزیر از تبعیدی خودخواسته شدند. علی از طریق هوایی، و به شیوه‌های گوناگون، همهٔ اعضای خانواده تا سال ۱۳۵۸ به نیویورک، هیوستون، لس آنجلس، و کاستاریکا گریختند. قاسم رضایی در خرداد ۱۳۹۳ درگذشت.
شاهرخ رضایی فرزند قاسم رضایی تحصیل کرده علوم سیاسی از دانشگاه هیوستون، یکی از کارآفرینان برتر بیست سال اخیر لاس وگاس و بنیانگذار شرکت سرمایه گزاری رضکام است.

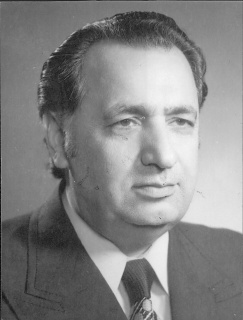
علی رضایی
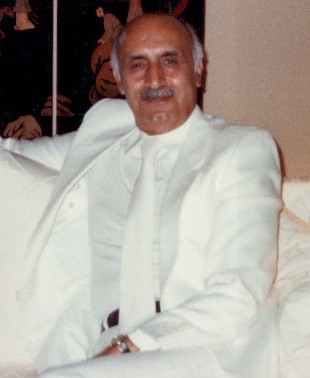
محمود رضایی
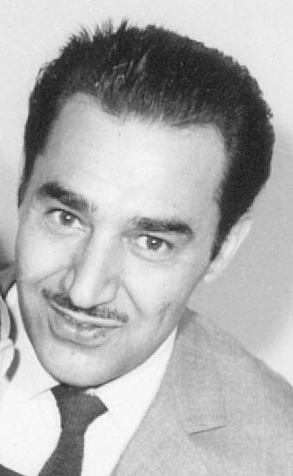
عباس رضایی
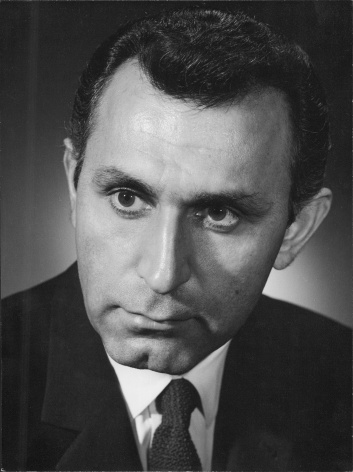
قاسم رضایی